# MTV Wolfenbüttel
Der MTV Wolfenbüttel ist ein Sportverein aus Wolfenbüttel mit einem Breitensport-Angebot. Er wurde 1848 gegründet und hat (Stand: Mai 2018) 5.630 Mitgliedern ist damit einer der größten Vereine Niedersachsens.

## Geschichte
Der Männerturnverein gründete sich 1848 mit 70 Mitgliedern. Zu Beginn konnten die Sportler nur auf einem Turnplatz turnen, ab 1872 durften sie eine Halle mitbenutzen.
Eine Damenabteilung wurde 1895 gegründet, löste sich auf Grund zu geringer Teilnahme aber schon vier Jahre später wieder auf. Zu einer Neugründung kam es 1913. Acht Jahre später, 1921, bekam der Verein einen ersten eigenen Sportplatz An der Meesche. Nach Ende des Zweiten Weltkriegs wurden alle Sportvereine von den Besatzungsmächten verboten. Im August 1945 wurde die Zulassung für einen Großverein in Wolfenbüttel erteilt, der jedoch keinen traditionellen Namen haben durfte. So gründete man den Wolfenbüttler Sportverein. Erst 1948 durften sich die früheren Vereine, so auch der MTV passend zum hundertjährigen Jubiläum, wiedergründen.
Nach dem Bau eines neuen Schwimmbades im Jahr 1952 wurden in Wolfenbüttel ein Schwimm-Länderwettkampf zwischen Deutschland und Italien sowie 1953 die Deutschen Turmspring- und Schwimmmeisterschaften ausgetragen. 1975 bekam der MTV auch eine komplett neue Sportanlage. Der finanziell angeschlagene Wolfenbüttler Sportverein ging 2002 im MTV auf.

## Sportangebot

### Basketball
1952 bildete sich eine erste Basketball-Mannschaft beim MTV, die schon sechs Jahre später auf der höchsten Spielebene des Deutschen Basketball Bundes (DBB), der Oberliga Nord, spielte. Der MTV war in der Saison 1966/67, als Gründungsmitglied, unter Manager und Coach Klaus Nürnberger, in der neu gegründeten Basketball-Bundesliga vertreten und spielte stets mit Clubs wie dem VfL Osnabrück, dem ATV Düsseldorf, dem SSV Hagen, dem Oldenburger TB und ab der Saison 1969/70 auch mit dem TuS 04 Leverkusen eine führende Rolle in der Gruppe Nord der Liga. Durch gute Tabellenplatzierungen spielte Wolfenbüttel auch international in FIBA-Europapokal-Wettbewerben, zudem wurde es 1972 und 1982 DBB-Pokalsieger. Aufgrund der von Gegner teils als überhart empfundenen Spielweise der MTVer trug die Mannschaft die Spitznamen „Knochenbüttel“ und „Wolfenknüttel“. Der MTV trug seine Bundesliga-Heimspiel teils am Sonntagvormittag aus. 1984 stieg die Mannschaft in die 2. Bundesliga ab. Einem Aufstieg in die Bundesliga 1989 folgte der sofortige Wiederabstieg. Nach einem weiteren Abstieg in die 3. Liga vereinte sich die Basketballsparte mit der BG '73 zu den BG Baskets und später zu den Wolfenbüttel Dukes. Zu den bekanntesten Spielern des MTV gehört der Olympiateilnehmer 1972 Jürgen Wohlers, der nach Karriereende für den MTV immer noch als Maxi-Basketballer bei den Bundesbestenspielen Basketball des DBB aktiv ist und mit seiner MTV-Altersklassenmannschaft immer gute Platzierungen auf den vorderen Rängen der Pokal-Turniere erreicht hat. Weitere bekannte Spieler sind der vielfache rumänische Nationalspieler und Spieler in der Europaauswahl Mihai Albu, der tschechische Nationalspieler Josef Martinek sowie die deutschen Nationalspieler Ingo Froese, Vladimír Kadlec, Erhard Apeltauer, Mike Jackel, Kai Nürnberger, Wolfgang Fengler, Jürgen Loibl, Ulrich Sledz, Manfred Ammon und Roland Wiese.

### Fußball
Ab 1911 gab es zwar eine Fußballabteilung, allerdings wurde diese nach 1948 nicht neu aufgebaut. Hierzu kam es erst 1988 wieder. Größere Erfolge im Fußball konnte der MTV aber erst nach der Fusion mit dem Wolfenbüttler Sportverein verzeichnen, da dieser eine zweitklassige Frauenmannschaft hatte. 2004 qualifizierte sich die Mannschaft für die 2. Bundesliga. Nach zweijähriger Zugehörigkeit stieg die Mannschaft in die Regionalliga Nord ab und wurde bis in die Bezirksliga durchgereicht. 2008 gelang der Wiederaufstieg in die Landesliga. Zwei Jahre später wurde keine Mannschaft mehr gemeldet. Seit 2018 gibt es wieder eine Mannschaft in der Kreisliga.
Die Herren spielten vor dem Beitritt des Wolfenbütteler SV in der 1. Kreisklasse. Ab 2004 übernahm der MTV den Platz des WSV in der Niedersachsenliga Ost. 2008 musste die Mannschaft in die sechstklassigen Landesliga Braunschweig absteigen. Zwei Jahre später wurden die Wolfenbütteler dort Vizemeister hinter Dostluk Spor Osterode. Da Osterode auf die Relegation zur eingleisigen Oberliga Niedersachsen verzichtete nahm der MTV an der Runde teil, wurde aber Gruppenletzter. 2018 gelang dann als Meister der Aufstieg in die Oberliga Niedersachsen.